# Attila (cantante)
Attila Tilinger, conosciuto semplicemente come Attila (Nagyatád, 25 dicembre 1981), è un cantante e conduttore televisivo ungherese.

## Biografia
Originario di Nagyatád, Attila ha intrapreso la carriera come conduttore televisivo nel 2002, presentando diversi programmi televisivi a livello nazionale, tra cui Házibuli Attilával andato in onda sulla Magyar Televízió. Ha successivamente intrapreso la carriera musicale, riuscendo ad essere noto al grande pubblico con l'uscita del quinto album in studio Érints meg még egyszer, pubblicato attraverso la Strong Records nel 2015, che si è imposto alla 3ª posizione della classifica nazionale della Magyar Hangfelvétel-kiadók Szövetsége. Il successo ottenuto gli ha fruttato una candidatura nella categoria Album o registrazione dell'anno di musica tradizionale nell'ambito del Fonogram Award, il principale riconoscimento musicale ungherese. Ha poi inciso il disco Ez az út az az út, che si è imposto in vetta alla graduatoria nazionale, ottenendo un disco d'oro dalla MAHASZ per aver venduto 2 000 CD in Ungheria. Anche il disco Szárnyak nélkül e la raccolta Attila Best of 2010-2015, entrambi numero uno nella Album Top 40 slágerlista, hanno ottenuto una certificazione dallo stesso ente, rispettivamente un disco di platino e uno d'oro con oltre 6 000 copie fisiche vendute.

## Discografia

### Album in studio
- 2006 – Boldogság merre jársz?
- 2008 – Ne ígérj sohasem...
- 2009 – Próbáltalak elfeledni
- 2009 – Egyszer eljön a boldogság
- 2015 – Érints meg még egyszer
- 2017 – Ez az út az az út
- 2019 – Szárnyak nélkül
- 2021 – Infiltration

### Raccolte
- 2012 – 10 év
- 2016 – Best of Attila
- 2020 – Attila Best of 2010-2015
- 2021 – Attila Best of 2016-2020